# Ngũ Bỉnh Giám
Ngũ Bỉnh Giám (tiếng Trung: 伍秉鑑; bính âm: Wǔ Bǐngjiàn; Việt bính: nguyen trong hoat; 1769 – 4 tháng 9 năm 1843), còn được biết tới qua tên hiệu Hạo Quan (浩官. Howqua), là một thương nhân Trung Quốc đời Nhà Thanh. Được đánh giá là nhân vật quan trọng nhất của giới kinh doanh Thập Tam Hành (十三行) ở Quảng Châu, ông chủ của Di Hòa Hành (怡和行, Ewo-hong) và là hội trưởng Công Hành Quảng Châu, Ngũ Bỉnh Giám được một số tài liệu cho là một trong những người giàu nhất trong lịch sử thế giới.

## Tiểu sử
Ngũ Bỉnh Giám sinh năm 1769 tại Phúc Kiến trong gia đình của Ngũ Quốc Oánh (伍國瑩, Wu Guoying), một doanh nhân và là người khởi nghiệp kinh doanh của họ Ngũ. Do việc kinh doanh ở Quảng Châu thường xuyên phải giao thương với người phương Tây vốn không giỏi tiếng Trung Quốc, Ngũ Quốc Oánh được gọi tắt với tên hiệu là Hạo Quan (đệ nhất) (浩官, Howqua). Thừa hưởng cơ nghiệp từ người cha, Ngũ Bỉnh Giám cũng thường được doanh nhân phương Tây và các tài liệu lịch sử sau này nhắc đến với tên Howqua-Hạo Quan (đệ nhị). Trong thời gian xảy ra Chiến tranh nha phiến lần thứ nhất, Ngũ Bỉnh Giám giàu lên nhanh chóng nhờ việc kinh doanh với Đế quốc Anh. Được coi là một trong những người giàu nhất Trung Quốc thế kỷ 19, Ngũ Bỉnh Giám là người đứng đầu bang hội kinh doanh Thập Tam Hành ở Quảng Châu và là một trong số ít doanh nhân được phép giao dịch lụa và gốm sứ với người ngoại quốc. Sử liệu chép lại rằng năm 1822 một vụ cháy lớn khiến nhiều cơ sở của Công Hành do Ngũ Bỉnh Giám làm chủ bị thiêu rụi, lượng bạc bị nóng chảy vì vụ cháy tạo thành một dòng bạc lỏng dài tới vài cây số. Chỉ riêng mình Ngũ đã góp tới một phần ba số tiền mà Nhà Thanh phải bồi thường cho Đế quốc Anh sau Hiệp ước Nam Kinh năm 1843. Ngũ Bỉnh Giám qua đời tại Quảng Châu cũng vào năm này.

## Di sản
Trong thời gian Ngũ Bỉnh Giám làm hội trưởng Công Hành Quảng Châu, Nhà Thanh đã được hưởng lợi đáng kể trong việc kinh doanh ở khu vực này và Quảng Châu thời đó cũng trở thành một trong những thành phố đông đúc nhất thế giới. Nhiều nhà kinh doanh phương Tây có tiếng thời đó như James Matheson, William Jardine, Samuel Russell và Abiel Abbot Low đều có quan hệ thân cận với Ngũ Bỉnh Giám. Sau khi Hiệp ước Nam Kinh chấm dứt sự tồn tại của Công Hành Quảng Châu, công ty Jardine Matheson & Co vẫn tiếp tục dùng cái tên Di Hòa (Ewo) để làm tên giao dịch Trung Quốc của họ.